# Mont Gephel
Le mont Gephel (tibétain : དགེ་འཕེལ།, Wylie : Dge-'phel) ou Gyaphelri est une petite montagne sacrée du Tibet située 8 kilomètres à l'ouest de Lhassa la capitale de la région autonome du Tibet. Le monastère de Drepung se trouve à ses pieds.